# Licurgo (rey)
Licurgo (griego antiguo: Λυκοῦρɣος; griego moderno: Λυκούρɣος Ευρυποντιδών; latín: Lycurgus) fue un espartano que a pesar de no ser de sangre real fue elegido rey de Esparta hacia 220 a. C. junto con Agesípolis III, tras la muerte de Cleómenes III, y parece que para ello sobornó a los éforos. Polibio afirma que Licurgo dio un talento a cada éforo, pero Lazenby sugiere que esto puede ser sólo propaganda hostil.
Apoyaba a una facción cercana a la Liga Etolia, y escuchó a Macates, enviado por dicha liga para emprender la guerra contra Filipo V de Macedonia y la Liga Aquea. El ejército espartano invadió Argólida, ocupó varias ciudades y puso asedio a la fortaleza llamada Ateneo en el territorio de Belbina, que la ciudad aquea de Megalópolis reclamaba como propia. Se solicitó ayuda al aqueo Arato de Sición, pero debido a su demora los espartanos consiguieron ocupar la fortificación (219 a. C.) 
El mismo año, Quilón encabezó un conspiración contra él, de la que escapó por poco con vida y se  refugió temporalmente en Pelene, en la frontera occidental de Laconia. En 218 a. C. hizo una incursión en Mesenia, mientras que el etolio Dorímaco invadía Tesalia con el objetivo de apartar a Filipo del asedio de Palea, pero el rey macedonio invadió Etolia, y envió al general Epérato a Mesenia. Licurgo no tuvo éxito y fracasó en un ataque a Tegea y en el intento de detener a Filipo en los pasos del Meneleo cuando regresaba de una breve invasión de Laconia.
Un poco después fue acusado falsamente ante los éforos de propósitos revolucionarios y tuvo que huir a Etolia. En 217 a. C., los éforos descubrieron la falsedad de la acusación y le llamaron para que regresara, Entonces, realizó otro ataque a Mesenia, donde se unió al general etolio Pirrias, el cual fue rechazado cuando intentaba cruzar la frontera y Licurgo tuvo que volver a Esparta.
Hacia 215 a. C. depuso al otro de los reyes espartanos, Agesípolis III, que marchó al exilio, y Licurgo se erigió en único monarca, aunque bajo el control de los éforos. 
Murió en 210 a. C. y Macánidas asumió la tiranía. Dejó un hijo llamado Pélope, que fue ejecutado por orden de Nabis en 205 a. C.
| Predecesor: Cleómenes III | Rey euripóntida de Esparta 219 a. C. - 210 a. C. | Sucesor: Pélope |